# Eupatorium arachnoideum
Eupatorium arachnoideum là một loài thực vật có hoa trong họ Cúc. Loài này được Legname mô tả khoa học đầu tiên năm 1975.